# Vodní elektrárna Mohelno
Vodní elektrárna Mohelno je průtočná vodní elektrárna v okrese Třebíč v kraji Vysočina v Česku. Vlastní objekt průtočné elektrárny je umístěn přímo v tělese hráze Vodní nádrže Mohelno. Přívod vody na Kaplanovu turbínu zajišťuje potrubí o průměru 1200 mm a délce 30 m. Napětí generátoru je 6,3 kV. Vtok i výtok je možné hradit ocelovými vraty. K Francisově turbíně se přivádí voda potrubím o průměru 800 mm a délce 12 m. Uspořádání soustrojí je horizontální, uložené ve speciálním ložisku. Napětí generátoru je 0,4 kV. Vlastní elektrárna je schopna najet do provozu bez pomocí vnější sítě a tím zprovoznit v době krize elektrárnu Dalešice, z níž je dálkově ovládána.
- typ elektrárny – středotlaká, vyrovnávací
- rok uvedení do provozu – 1978
- rekonstrukce v roce 1999
- objem nádrže – 17,1 mil. m³
- spád – 21,6–35,6 metrů
- počet turbín – 2
- typ turbín – Kaplanova turbína a Francisova turbína
- výkon turbín – 1,2 a 0,6 MW
- max. průtok vody turbínou – 4,1 a 2,15 m³/s
- otáčky – 750 a 600 ot/min
- průměr oběžného kola 800 a 650 mm[2]